# Black Box (banda)
Black Box fue un grupo musical formado a finales de la década de 1980, en Italia, por los productores Daniele Davoli, Mirko Limoni y Valerio Semplici. Se formó como uno de los principales proyectos de Italo dance o Italo Disco. Los productores también usaron otros nombres, como Starlight y Groove Groove Melody.
El primer sencillo Ride on Time fue su mayor éxito, no sólo en Italia, sino en el resto de Europa y Estados Unidos. Fue un sencillo muy vendido en el Reino Unido en 1989. Por seis semanas seguidas se ubicó en el puesto número 1 en las listas, y hasta hoy figura entre los Top 100 de los sencillos más vendidos en Europa.
Una de las mayores particularidades de Black Box fue que los productores usaran una modelo para las apariciones en programas de TV y los videoclips. La modelo era la francesa Katrin Quinol, que doblaba los vocales sampleados de la canción Love Sensation de 1979, éxito de la era Disco en la voz de Loleatta Holloway y producido por Dan Hartman. Aún con el éxito del sencillo, Black Box acabó perdiendo mucho dinero, pues fue demandado por Loleatta Holloway por usar su voz sin una debida autorización.
En 1990, Black Box lanzó el álbum Dreamland logrando nuevamente otros grandes éxitos como Everybody, Everybody, Strike It Up y Fantasy -cover de Earth, Wind & Fire-, también con vocales sampleados aunque esta vez con Martha Wash, otra de las grandes voces de la música disco, que si recibió los debidos créditos.
Black Box fue uno de los pocos grupos de Italo dance en conseguir éxito mundial. Dreamland ganó los discos de oro en los Estados Unidos y el Reino Unido. Consiguiendo emplazar seis hits, tanto en los charts comerciales, como en los clubes.

## Discografía

### Álbumes
- Dreamland  (1990) #1 Australia, #8 Noruega, #14 Reino Unido, #57 EE. UU., #36 Alemania
- Mixed Up! / Remixland (1991)
- Positive Vibration (1995)
- Hits & Mixes (1998)[3]

### Sencillos
| Año  | Sencillo                      | Posición | Posición | Posición | Posición | Posición | Posición | Posición | Posición | Posición |
| Año  | Sencillo                      | UK       | IRE      | AUS      | GER      | NOR      | SWE      | US       | US R&B   | US Dan   |
| ---- | ----------------------------- | -------- | -------- | -------- | -------- | -------- | -------- | -------- | -------- | -------- |
| 1989 | "Ride on Time"                | 1        | 1        | 2        | 5        | 5        | —        | —        | —        | 39       |
| 1990 | "I Don't Know Anybody Else"   | 4        | 2        | 6        | 12       | 4        | —        | 23       | 10       | 1        |
| 1990 | "Everybody Everybody"         | 16       | 5        | 35       | 41       | —        | —        | 8        | 2        | 1        |
| 1990 | Fantasy"                      | 5        | 3        | 3        | 16       | —        | —        | —        | —        | —        |
| 1990 | "The Total Mix"               | 12       | 10       | 24       | 33       | —        | —        | —        | —        | —        |
| 1991 | "Strike It Up"                | 16       | 8        | —        | 26       | —        | —        | 8        | 16       | 1        |
| 1991 | "Open Your Eyes"              | 48       | —        | 60       | 44       | —        | 32       | —        | —        | —        |
| 1991 | "Bright on Time"              | —        | —        | —        | —        | —        | —        | —        | —        | —        |
| 1992 | "Hold On"                     | —        | —        | —        | —        | —        | —        | —        | —        | —        |
| 1993 | "Rockin' to the Music"        | 39       | —        | —        | —        | —        | —        | —        | —        | —        |
| 1995 | "Not Anyone"                  | 31       | —        | —        | —        | —        | —        | —        | —        | —        |
| 1996 | "I Got the Vibration"         | 21       | —        | —        | —        | —        | —        | —        | —        | —        |
| 1997 | "A Native New Yorker"         | 46       | —        | —        | —        | —        | —        | —        | —        | —        |
| 2007 | "Everybody Everybody" (remix) | —        | —        | —        | —        | —        | —        | —        | —        | —        |